# Àtal (escultor)
Àtal o Àttal va ser un escultor atenenc fill d'Andràgat. Pausànies esmenta una estàtua d'Apol·lo en un temple d'Argos, que era obra d'aquest escultor. El seu nom s'ha trobat precisament en una estàtua descoberta al teatre d'Argos.